# تولدستیزی
زایش‌ستیزی یا تولدستیزی یا آنتی‌ناتالیسم (به انگلیسی: Antinatalism) یا ضدیت با فرزندآوری یک دیدگاه فلسفی است که به تولید مثل بار منفی می‌دهد. تولدستیزان معتقد هستند که تولید مثل و آوردن انسان جدیدی به این دنیای پر از فقر و رنج و بیماری و جنگ و کشتار، کاری اشتباه است. از زمان‌های گذشته، در کتاب‌ها و نوشته‌ها، بنیادهای فلسفی متفاوتی برای اثباتِ غیراخلاقی بودن تولید مثل ارائه شده‌است. متضاد تولدستیزی تولدگرایی است.

## یونان باستان
ولادیسلاو تاتارکیویچ (Wladyslaw Tatarkiewicz) راجع‌به دیدگاه‌های تولد ستیزانه سوفوکل (۴۰۶–۴۹۶ قبل از میلاد) و بعضی از یونانیان قبل از او می‌نویسد:
«به وجود نیامدن» بهترین شرایط برای یک انسان است. این اعتقاد توسط سوفوکل در مرثیهٔ بزرگ او راجع به زندگی، در ادیپ در کولونوس مطرح می‌شود: «به دنیا نیامدن، ای انسان، والاترین و برترین لغت است. اما اگر تو نورِ روز را دیدی، به دنبال آن باش که هر چه سریع‌تر به آنجا که از آن آمده‌ای بازگردی». اگر چه این سوفوکل نبود که لغت «به وجود نیامدن» را اختراع کرد و اولین نفر هم نبود که آن را مطرح کرد. این تلقّی در مرثیه‌های تئوگنیس نیز به تقصیل آمده‌است. این فکر در ذهن هومر هم بود. در جواب این سؤال که بهترین چیز برای انسان چیست، او پاسخ می‌دهد: «بهترین این است که به دنیا نیاید، اگر موفق نشد، بهترین این است که هر چه سریع‌تر از دروازه‌های هادس بگذرد.»
«خرد سیلنوس» نیز در یونان باستان زمینه‌ای است که در آن تلقی‌ای تولد ستیز مطرح می‌شود. فریدریش نیچه در بخش‌های ابتدایی «زایش تراژدی» داستانی اسطوره‌ای را از یونان باستان ذکر می‌کند که در آن حکایت تلاش‌های شاه میداس در جنگل برای شکار سیلنوس، همزاد دیونیسوس، روایت می‌شود. پس از سال‌ها تلاش، شاه میداس بالأخره سیلنوس را در جنگل به چنگ می‌آورد و از او این سؤال را می‌پرسد که خواستنی‌ترین و بهترین چیز در زندگی برای آدمی چیست. سیلنوس در ابتدا سکوتی گزنده اختیار می‌کند؛ و در نهایت با فشارهایی که از سوی شاه میداس بر او وارد می‌شود، با خنده‌ای گستاخانه این‌گونه لب به سخن می‌گشاید که «آه، ای نژادِ مصیبت‌زدهٔ فانی… چرا مرا وادار به بیان چیزی می‌کنید که به صلاح شماست هرگز آن را نشنوید؟ خواستنی‌ترین و بهترین چیز مطلقاً از دسترسِ شما خارج است: زاده نشدن، نبودن، هیچ بودن. اما در درجهٔ دوم بهترین و خواستنی‌ترین چیز همانا… هر چه زودتر مُردن است.» نیچه بر آن است که یونانیان به خوبی وحشت هستی و وجود را درک می‌کردند؛ از همین رو برای برای پوشاندن این حقیقت تلخ (حقیقت دیونیسوسی هستی)، هنرهای زیبا و خدایان المپی خویش را همچون یک لفّافه و استتارِ رؤیا گونه (وجه آپولونی فرهنگ یونانی) آفریدند. نیچه در تراژدی کلاسیک آتن شکلی هنری را می‌یابد که در آن بدبینی موجود در «خردِ سیلنوس» استعلا می‌یابد. تماشاگران یونانی با کنکاش در ورطهٔ تاریک رنج‌های بشری که توسط شخصیت‌های تراژدی بر صحنه بازنمایی می‌شد، شادمانه و با شور و حالی وصف‌ناپذیر به زندگی آری می‌گفتند و آن را شایسته و سزاوار زیستن می‌یافتند.

## در ادیان

### تعبیر هاری گور از بودا
آموخته‌های بودا (۴۰۰ قبل از میلاد) توسط هاری گور (Hari Singh Gour) به این شکل تعبیر شده‌است:
بودا صحبت خود را به شیوه مرسوم عصر خود بیان می‌کند: آن‌ها را به شکل زنجیره‌ای مطرح می‌کند. اما در این حالت از لحاظ منطقی دچار مشکل است و تمام حرفی که می‌خواهد بزند این است که: غافل از دردهایی که در دنیا است، انسان بچه دار می‌شود، و در نتیجه علت پیری و مرگ است. اگر انسان متوجه می‌شد که با این عمل خود چه زجری تولید می‌کند، از تولید فرزندان خودداری می‌کرد، و از این طریق جلوی پیری و مرگ را می‌گرفت.

### در گنوسیسم (غُنوصیه)
آیین مانوی و سه کیش شبه‌مانوی در اروپا یعنی پولیسیان، کاتار و بوگومیل بر این باور بودند که زایش (تولیدمثل)، روح را به زندان تاریک جسم می‌اندازد. آن‌ها تولیدمثل را ابزار خدای شیطانی یا اهریمن می‌دانستند که وجود الاهی را در ماده به زنجیر یا چهارمیخ می‌کشد (مصلوب می‌کند) و باعث می‌شود که این وجود الاهی زجر ببیند. مرقیون باور داشت که جهان، یک آفرینش اهریمنی توسط خدای ظالم، حسود و عصبانیِ یهوه است. طبق آموزه‌های او، انسان‌ها باید با این خدا مخالفت کنند؛ جهان او را نپذیرند؛ فرزند نیاورند و به خدای خوبِ نادیدنی (که بخشنده و مهربان است) ایمان داشته باشند.

## آرتور شوپنهاور
آرتور شوپنهاور بر این باور بود که جهان توسط یک میل به زندگی هدایت می‌شود: یک نیروی کور و غیرمنطقی، که از طریق خواستن‌ها ظاهر می‌شود، و به‌طور مداوم به دنبال متجلی شدن است و هیچگاه از تجلی خود راضی نیست، که این امر منجر به زجر کشیدن می‌شود. عالم وجود از درد و زجر پر شده‌است. در دنیا درد بیشتر از لذت وجود دارد. لذت و شادی هزاران نفر نمی‌تواند جبران غم و اندوه و عذاب یک نفر را بکند، و با در نظر گرفتن تمام مسائل، بهتر بود که زندگی هیچ‌گاه اتفاق نمی‌افتاد. عصارهٔ رفتار اخلاقی، ترحم و رد میل به زندگی است، که شامل غلبه بر خواست‌های انسان از طریق ریاضت است. زمانی که انسان میل به زندگی را کنار بزند، قرار دادن یک انسان در دنیا امری غیرضروری و بی‌معنا است و از لحاظ اخلاقی جای شک دارد.

## پیتر وسل زاپف
پیتر وسل زاپف (Peter Wessel Zapffe) به انسان به عنوان یک تناقض بیولوژیکی نگاه می‌کرد. خودآگاه در انسان‌ها بیش از حد تکامل یافته‌است، و در نتیجه قابلیت عملکرد معمول مانند دیگر حیوانات را در انسان از بین برده‌است: ادراک به ما بیش از حدی که بتوانیم تحمل کنیم اطلاعات داده‌است. ما می‌خواهیم که زندگی کنیم، اما به دلیل نحوهٔ تکامل خود، تنها گونه‌ای از حیوانات هستیم که از مرگ و پایان خود آگاه است. ما قادر به بررسی گذشته و انتظارات آینده هستیم، هم برای شرایط خود و هم دیگران. ما به دنبال عدالت و معنا در دنیایی هستیم که هیچ‌کدام از این دو را ندارد. این امر تضمین می‌کند که زندگی افراد غم‌انگیز باشد. ما خواسته‌ها و نیازهای روانی‌ای داریم که واقعیت قادر به ارضای آن‌ها نیست، و گونهٔ انسان تنها به دلیل محدود کردن آگاهی خود قادر به زندگی کردن است. وجود انسان‌ها وابسته به سیستمی درهم‌تنیده از مکانیزم‌های دفاعی است، که در فرد و جامعه و در رفتار همه افراد قابل مشاهده است. بر اساسِ دیدگاهِ زاپف، انسان‌ها باید بر این فریب نفس غلبه کنند، و در نتیجه به وجودِ آن به شکل انفعالی پایان دهند، به این معنا که زندگی‌هایی که در حال حاضر وجود دارد را به پایان برند و از تولید مثل خودداری کنند، و در نتیجه جلوی ایجاد زندگی‌های جدید را بگیرند.

## اخلاق منفی
جولیو کابررا (Julio Cabrera) ایده اخلاق منفی را مطرح می‌کند: اخلاقی که مخالف با اخلاق تصدیقی است که وجود را تصدیق می‌کند. او تولید مثل را یک نوع دخالت می‌داند، فرستادن یک انسان به شرایط دردناک و خطرناک، که در آن لذت‌ها و ارزش‌های مثبت واکنشی هستند، جایی که انسان به‌طور مداوم در خطر بیماری، آسیب، بدبختی‌های دیگر و مرگ است (همچنین شرایطی که شامل درد بسیار شدیدی است که کاملاً به دور از شرایط عملکرد انسانی است)، جایی که از لحظه آغاز زندگی، فرد تحت اثر یک فرایند از هم پاشیدن است که به مرگ او ختم می‌شود. کابررا استدلال می‌کند که زمانی که ما به جای آن انسان (که به دنیا می‌آوریم) تصمیم می‌گیریم که او را به دنیا آوریم، موافقت آن انسان را در دست نداریم، و باید به این ایده که آن فرد شاید ترجیح بدهد که به دور از مرگ و درد هرگز به دنیا نیاید احترام بگذاریم. جرالد هریسون (Gerald Harrison) و جولیا تنر (Julia Tanner) همچنین کتابی راجع به نداشتن رضایت فرد نوشته‌اند و استدلال کرده‌اند که ما هیچ حق اخلاقی‌ای نداریم که زندگی دیگران را بدون رضایت آن‌ها تحت تأثیر قرار دهیم.

## قاعده کانت
جولیو کابررا، دیوید بناتار، و کریم اکرما همگی استدلال می‌کنند که تولید مثل در تناقض با قاعده عملی کانت است (طبق کانت، یک انسان نباید به عنوان ابزاری برای یک هدف به کار رود، بلکه باید به خودی خود به عنوان یک هدف در نظر گرفته شود). آن‌ها استدلال می‌کنند که یک فرد ممکن است به خاطر پدر و مادر یا دیگر افراد به وجود آید، اما غیرممکن است که یک نفر را به خاطر خود او به دنیا آورد، و در نتیجه، با استفاده از نصیحت کانت، نباید افراد جدید ایجاد کنیم. کابررا معتقد است که تولید مثل مثال کاملی از دخالت است زیرا فرد متولد شده هیچ فرصتی برای دفاع از خود و جلوگیری از این عمل ندارد.

## سیانا شفرین
دیوید بناتار استدلال سیانا شفرین (Seana Shiffrin) را نقل می‌کند که در آن چهار فاکتور که تولید مثل را از لحاظ اخلاقی مشکل‌ساز می‌کند نقل شده‌است:
1. اگر عملی صورت نگیرد، آسیب بزرگی در انتظار نیست.
2. اگر عمل صورت پذیرد، آسیب ایجاد شده می‌تواند بسیار شدید باشد.
3. شرایط ایجاد شده بدون هزینه‌های بالا قابل رفع نیست (خودکشی عموماً همراه با سختی‌های فیزیکی، احساسی و اخلاقی است).
4. فرایند رضایت فرضی بر پایه ویژگی‌های فردی که در آن شرایط قرار می‌گیرد، نیست.[۲۹][۳۱]

## فایده‌گرایی منفی

### هرمن وتر
فایده‌گرایی منفی استدلال می‌کند که کمینه کردن درد نسبت به بیشینه کردن لذت ارزش اخلاقی بالاتری دارد. هرمن وتر (Hermann Vetter) با فرضیات یان ناروسون (Jan Narveson) موافق است:
1. هیچ وظیفه اخلاقی برای ایجاد یک کودک وجود ندارد، حتی اگر بتوانیم مطمئن باشیم که در تمام طول زندگی خود شاد خواهد بود
2. وظیفه اخلاقی برای ایجاد نکردن یک کودک وجود دارد اگر بتوان پیش‌بینی کرد که درد خواهد کشید

اگرچه او با نتیجه‌ای که ناروسون می‌گیرد موافق نیست:
- در حالت کلی، اگر نتوان پیش‌بینی کرد که کودک درد خواهد کشید یا برای دیگران ضرری ایجاد خواهد کرد، تعهد اخلاقی برای داشتن یا نداشتن کودک وجود ندارد

در عوض، او ماتریس تصمیم‌گیری زیر را پیشنهاد می‌دهد:
|              | کودک کم و بیش شاد خواهد بود  | کودک کم و بیش درد خواهد کشید |
| زاییدن کودک  | هیچ تعهد اخلاقی شکسته نمی‌شود | تعهد اخلاقی شکسته می‌شود      |
| نزاییدن کودک | هیچ تعهد اخلاقی شکسته نمی‌شود | تعهد اخلاقی رعایت می‌شود      |

بر این اساس، او نتیجه می‌گیرد که ما نباید تولید مثل کنیم:
میتوان با یک نگاه دید که عمل «نزاییدن کودک» بر عمل «زاییدن کودک» برتری دارد، به این دلیل که در یک حالت به اندازه یکسان نتیجه خوب دارد و در حالت بعد نتیجه بهتری از دیگری دارد؛ بنابراین تا زمانی که با قطعیت نتوان احتمال درد کشیدن کودک را از بین برد، عمل نزاییدن کودک بر زاییدن ترجیح داده می‌شود. هیچ‌گاه نمی‌توانیم به چنین قطعیتی برسیم؛ بنابراین، به جای نتیجه‌گیری قبل، نتیجه دیگری را داریم: در هر حالت، از لحاظ اخلاقی باید نزاییدن کودک انتخاب شود.

### کریم اکرما
کریم اکرما (Karim Akerma) ادعا می‌کند که بهتر است که ما دست از تولید مثل برداریم، زیرا شرایط خوب در زندگی جبران شرایط بد را نمی‌کند. در همین ابتدای کار، بهترین چیزها جبران بدترین چیزها را نمی‌کنند، به عنوان مثال، تجربه دردهای غیرقابل تصور، زجر افراد مجروح، مریض یا در حال مرگ.

## دیوید بناتار

### در ارتباط با معنای کیهانی
یکی از حامیان اصلی ضد ناتالیسم در دیوید بناتار، بحث در مورد ضد ناتالیسم را به ملاحظاتی دربارهٔ معنای زندگی مرتبط می‌کند. او استدلال می‌کند که یکی از ملاحظات مهم به نفع ضد ناتالیسم مبتنی بر چیزی است که همه انسان‌ها فاقد آن هستند؛ یعنی ما فاقد «معنای کیهانی» هستیم. ما هرگز از مکان و زمان فراتر نخواهیم رفت تا برای همیشه بر کل جهان اثر بگذاریم. این اشتباه است که افراد را به وجود بیاوریم، زیرا بدانیم که هرگز این نوع معنای کیهانی را نخواهند داشت.

### عدم تقارن میان لذت و درد
دیوید بناتار (David Benatar) معتقد است که یک عدم تقارن حیاتی میان لذت و درد وجود دارد.
1. وجود درد بد است.
2. وجود لذت خوب است.
3. عدم وجود درد خوب است، حتی اگر کسی نباشد که از آن خوب لذت ببرد.
4. عدم وجود لذت بد نیست؛ مگر آنکه کسی باشد که این غیبت باعث زجرش شود.[۲۹][۳۹][۴۰][۴۱]

| سناریو الف (X وجود دارد) | سناریو ب (X وجود ندارد) |
| وجود درد (بد)            | غیبت درد (خوب)          |
| وجود لذت (خوب)           | غیبت لذت (بد نیست)      |

در صورت تولید مثل، به وجود آمدن هم تجربه‌های خوب و هم بد ایجاد می‌کند، در حالی به وجود نیامدن نه درد و نه لذت ایجاد می‌کند. غیبت درد خوب است، اما غیبت لذت بد نیست. در نتیجه انتخاب اخلاقی به سمت عدم تولید مثل سنگینی می‌کند.
بناتار عدم تقارن بالا را با استفاده از چهار عدد متقارن دیگر که از دید او کاملاً امکان‌پذیر هستند توضیح می‌دهد:
1. ما وظیفه اخلاقی داریم که انسان بدبخت ایجاد نکنیم، و هیچ وظیفه اخلاقی نداریم که انسان شاد ایجاد کنیم. دلیل داشتن وظیفه اخلاقی برای عدم ایجاد انسان بدبخت این است که ما باور داریم که وجود درد برای آن‌هایی که درد می‌کشند بد است، و غیبت درد خوب است حتی اگر کسی نباشد که این غیبت را تجربه کند. در نقطه مقابل، دلیل اینکه هیچ وظیفه اخلاقی برای ایجاد افراد شاد نداریم این است که اگرچه احساس لذت برای آن‌ها خوب خواهد بود، اما غیبت لذت زمانی که به وجود نیامده‌اند بد نخواهد بود، زیرا کسی وجود ندارد که این غیبت لذت را تجربه کند.
2. مطرح کردن علائق یک کودک بالقوه به عنوان دلیلی برای ایجاد او به نظر عجیب می‌آید، در حالی که مطرح کردن علائق یک کودک بالقوه به عنوان دلیل برای عدم وجود او به نظر عجیب نیست. اینکه آن کودک ممکن است شاد باشد دلیل مهم اخلاقی برای ایجاد او نیست. در نقطه مقابل، اینکه کودک ممکن است بدبخت باشد دلیل اخلاقی مهمی برای ایجاد نکردن او است. اگر غیبت لذت بد بود حتی اگر کسی وجود نداشت که این بد بودن را تجربه کند، ما یک دلیل اخلاقی بسیار مهم برای تولید کودک تا حد امکان داریم. اما اگر غیبت درد خوب نبود حتی اگر کسی نباشد که این خوبی را تجربه کند، ما هیچ وظیفه اخلاقی برای ایجاد نکردن یک کودک نداشتیم.
3. این امکان وجود دارد که یک روز به خاطر حال و احوال یک نفر که وجودش وابسته به تصمیم ما بوده‌است (ما او را ایجاد کردیم) پیشمان شویم: یک نفر می‌تواند بدبخت باشد و وجود درد او یک مسئله بد است. اما ما هرگز به خاطر حال و احوال خوب یک نفر که وجودش وابسته به تصمیم ما بوده‌است (ما او را ایجاد نکردیم) احساس پشیمانی نمی‌کنیم: او از نبود لذت درد نخواهد کشید، زیرا اصلاً کسی وجود نخواهد داشت که از این غیبت لذت رنج بکشد
4. ما از اینکه در جایی افرادی به دنیا می‌آیند و درد می‌کشند، احساس ناراحتی می‌کنیم، اما از اینکه در جایی افرادی به دنیا نمی‌آیند و شاد نیستند احساس ناراحتی نمی‌کنیم. زمانی که می‌فهمیم که کسانی در جایی به دنیا آمدند و درد کشیدند، احساس ترحم می‌کنیم. اینکه در یک جزیره دور افتاده کسی به دنیا نیامد و زجر نکشید خوب است. دلیل این است که غیبت درد خوب است زمانی که کسی وجود دارد که این خوبی را تجربه کند. در نقطه مقابل، ما احساس ناراحتی نمی‌کنیم که در یک جزیره دور افتاده کسی به دنیا نیامده است و شاد نیست؛ زیرا غیبت لذت بد است تنها زمانی که کسی وجود داشته باشد که این غیبت را تجربه کند.[۲۹]

### زجر کشیدن نسل آینده
بناتار معتقد است که با ایجاد یک کودک، ما نه تنها مسئول درد کشیدن‌های او هستیم، بلکه به‌طور مشترک با او مسئول درد کشیدن‌های نسل آینده آن کودک نیز هستیم:
اگر فرض بگیری که هر زوج، سه فرزند داشته باشند، مجموع تمام افراد تولید شده بعد از ده نسل به ۸۸٬۵۷۲ نفر می‌رسد. این شامل مثادیر بسیار زیادی از زجر کشیدن‌های غیرضروری و بی‌معناست. اگرچه مسئولیت این دردها تماماً برگردن زوج اول نیست، زیرا هر نسل با تصمیم ادامه دادن یا ندادن نسل روبرو خواهد بود. در هر حال زوج اول بخشی از مسئولیت نسل‌های بعد را به دوش می‌کشد. اگر کسی از تولید مثل جلوگیری کند، به سختی می‌توان تصور کرد که نسل‌های بعد او دردی بکشند.

### اثرات آماری تولید مثل
بناتار آمار زیر را مطرح می‌کند تا نشان دهد که ایجاد انسان به کجا می‌تواند ختم شود. تخمین زده می‌شود که:
- در ۱۰۰۰ سال گذشته، بیشتر از پانزده میلیون نفر به خاطر بلاهای طبیعی جان خود را از دست داده‌اند
- تقریباً ۲۰٬۰۰۰ نفر روزانه از گرسنگی می‌میرند
- تقریباً ۸۴۰ میلیون نفر از گرسنگی و غذای کم رنج می‌برند
- در فاصله سال‌های ۵۴۱ میلادی و ۱۹۱۲، تقریب زده می‌شود که حدود ۱۰۲ میلیون نفر به خاطر طاعون از پا درآمدند
- در سال ۱۹۱۸ اپیدمی آنفلوآنزا تقریباً ۵۰ میلیون نفر را کشت
- هر سال ۱۱ میلیون نفر از بیماری‌های عفونی جان خود را از دست می‌دهند
- توده‌های بدخیم سالیانه جان بیش از ۷ میلیون نفر را می‌گیرد
- سالیانه تقریباً ۳٫۵ میلیون نفر در تصادفات رانندگی کشته می‌شوند
- در سال ۲۰۰۱ تقریباً ۵۶٫۵ میلیون نفر فوت کردند، حدود ۱۰۷ نفر در هر دقیقه
- قبل از قرن بیستم، بیش از ۱۳۳ میلیون نفر در کشتار دسته جمعی از بین رفتند
- در ۸۸ سال اول قرن بیستم، حدود ۱۷۰ میلیون (که تا ۳۶۰ میلیون نیز تخمین زده شده‌است)، تیر خورده، کتک خورده، شکنجه شده، چاقو خورده، سوخته شده، یخ زده یا تا حد مرگ کار کرده‌است، زنده سوزانده شده، غرق شده، دار زده شده، با بمب کشته شده و روش‌های دیگر که توسط دولت‌ها بر سر شهروندان بی دفاع و غیر مسلح آمده‌است.
- ۱٫۶ میلیون نفر در قرن شانزدهم به دلیل اختلافات بین مردمی کشته شدند، ۶٫۱ میلیون نفر در قرن هفدهم، ۷ میلیون در هجدهم، ۱۹٫۴ میلیون در نوزدهم و ۱۰۹٫۷ میلیون در بیستم.
- جراحات جنگی باعث مرگ ۳۱۰ هزار نفر در سال ۲۰۰۰ شد
- حدود ۴۰ میلیون نفر سالانه درگیر بدرفتاری هستند
- بیش از ۱۰۰ میلیون دختر و زن ختنه جنسی شده‌اند
- تخمین زده می‌شود که ۸۱۵ هزار نفر در سال ۲۰۰۰ خودکشی کرده‌اند (در حال حاضر، تقریب زده می‌شود که هر ۴۰ ثانیه یک فرد خودکشی می‌کند، بیش از ۸۰۰ هزار نفر در سال)

## تئوری سلب
مارک لاروک (Marc Larock) تئوری را ارائه می‌دهد که سلب (deprivationalism) می‌نامد:
1. هر نفر علاقه‌مند به به‌دست آوردن یک مزیت جدید است.
2. هر گاه یک مزیت جدید از کسی سلب می‌شود، این یک علاقه را از بین می‌برد و در نتیجه به‌طور محدود آسیب می‌زند.
3. اگر فردی از تعداد بینهایت مزیت محروم شود، او بینهایت آسیب می‌بیند.
4. مرگ ما را از بینهایت مزیت جدید محروم می‌سازد.
5. با توجه به اینکه مرگ بینهایت آسیب می‌رساند و همه می‌میرند، ما نباید انسان جدید ایجاد کنیم.[۴۲]

## آسیب به دیگر حیوانات
دیوید بناتار، جرالد هریسون، جولیا تنر و گانتر بلیبوهم (Gunter Bleibohm) همگی به آسیبی که انسان به دیگر حیوانات می‌زند توجه می‌کنند. آن‌ها معتقدند که سالیانه میلیاردها حیوان غیر از انسان توسط انسان برای به دست آوردن محصولات آن‌ها، آزمایش بر روی آن‌ها یا از بین بردن محیط زیست آن‌ها، سلاخی می‌شوند. آن‌ها با فعالان حقوق جانوران موافق هستند که آسیبی که ما به حیوانات می‌زنیم غیراخلاقی است. آن‌ها انسان را مخرب‌ترین گونه جانوری بر روی کره زمین می‌دانند، و معتقدند که بدون انسان‌های جدید، آسیبی از طرف انسان‌های جدید به حیوانات وارد نخواهد شد.

## تأثیر منفی بر روی محیط زیست
داوطلبان جنبش انقراض اختیاری انسان استدلال می‌کنند که فعالیت‌های انسان عامل اصلی تخریب محیط زیست است و در نتیجه خودداری کردن از تولد انسان‌ها «راه حل انسانی برای بلاهای انسانی است».

## فرزندخواندگی به جای تولید مثل
تئوفیل جراد (Theophile de Giraud) و میگل استینر معتقد هستند که امروزه، در سراسر دنیا، میلیون‌ها کودک بدون سرپرست وجود دارند. آن‌ها استدلال می‌کنند که به جای تولید مثل که از لحاظ اخلاقی مشکل دارد، فرد می‌تواند فرزندخواندگی کودکان موجود را بر عهده بگیرد و کاری نیکو کند.

## واقع‌گرایی
برخی از تولد ستیزان باور دارند که اکثر افراد واقعیت را به دقت بررسی نمی‌کنند که تمایل به داشتن فرزند را تحت تأثیر قرار می‌دهد.

### محدودیت خودآگاه
پیتر وسل زاپف چهار مکانیزم پس زدن را معرفی می‌کند که ما، به‌طور خودآگاه یا ناخودآگاه، از آن‌ها برای محدود کردن خودآگاه خود از زندگی و جهان استفاده می‌کنیم:
- انزوا - کنار زدن افکار و احساسات منفی مربوط به حقایق تلخ زندگی از خودآگاه خود یا دیگران. این روش در زندگی روزمره به شکل توافقی برای سکوت بر روی یک سری از مسائل خاص خود را بروز می‌دهد. این مکانیزم مخصوصاً در اطراف کودکان، قبل از اینکه مکانیزم دیگری بیاموزند، مورد استفاده قرار می‌گیرد به منظور جلوگیری از ایجاد ترس از دنیا و آنچه در زندگی منتظر آنهاست.
- لنگر - ایجاد و استفاده از ارزش‌های شخصی مانند پدر و مادر، خانه، خیابان، مدرسه، خدا، کلیسا، کشور، اخلاق، قوانین زندگی، آینده، افراد، مادیات و غیره، که اتصال ما به واقعیت را تضمین کند. این روش به شکل یک ساختار دفاعی متجلی می‌شود که «ثابت کردن نقاطی در، یا ساختن دیواری اطراف غوغای سیال خودآگاه» نقش ساختار دفاعی در مقابل تهدیدات را دارد.
- بی‌توجهی - تغییر تمرکز بر روی شرایط جدید برای فرار از شرایط و ایده‌هایی که مضر یا ناخواسته‌اند
- تعبیر - تغییر بخش‌های دردناک زندگی به چیزی سازنده و با ارزش، معمولاً از طریق روبرو شدن مستقیم به منظور تزکیه نفس. ما بر روی جنبه‌های خیالی، دراماتیک، قهرمانی و هنری زندگی تمرکز می‌کنیم تا به خود و دیگران اجازه فرار از اثرات واقعی آن‌ها بدهیم.

طبق زاپف، رفتارهای افسردگی «پیامهایی از یک حس عمیق‌تر و آنی‌تر از زندگی هستند، میوه‌های تلخ اصالت فکر».

### تمایل به خوشبینی، انطباق و مقایسه
دیوید بناتار سه عملکرد روانی را مطرح می‌کند که از نظر او باعث قضاوتی نادرست از کیفیت زندگی می‌شود:
1. تمایل به خوشبینی: ما تصویری غیرواقعی و متمایل به جنبه‌های مثبت زندگی خود در گذشته، حال و آینده داریم.
2. انطباق: ما خود را با شرایط زندگی انطباق می‌دهیم و اگر این شرایط بدتر شوند، حس رضایت ما مطابق با انتظار از آن شرایط سخت پایین می‌آید، که معمولاً متفاوت از واقعیت شرایط است.
3. مقایسه: ما زندگی خود را با مقایسه با دیگران سنجش می‌کنیم، و در نتیجه سختی‌هایی که بین همگی مشترک است را نادیده گرفته و تنها بر روی تفاوت‌ها متمرکز می‌شویم.

بناتار نتیجه می‌گیرد:
عملکردهای روانی بالا از جهت تکامل طبیعی قابل انتظار هستند. آن‌ها با خودکشی در دفاع از تولید مثل مبارزه می‌کنند. اگر زندگی ما آنقدر که من پیشنهاد می‌دهم بد باشند، و اگر مردم قابلیت دیدن کیفیت واقعی زندگی خود را داشتند، بسیار بیشتر متمایل به کشتن خود داشتند، یا حداقل تولید مثل کمتری می‌کردند. در نتیجه بدبینی در انتخاب طبیعی کنار گذاشته می‌شود.

### تئوری مدیریت ترس
توماس لیگوتی (Thomas Ligotti) به تشابه میان فلسفه زاپف و تئوری مدیریت ترس توجه می‌کند. تئوری مدیریت ترس استدلال می‌کند که انسان‌ها با قابلیت‌های روانی خاصی مجهز شده‌اند که بیش از حد نیاز برای زندگی است و شامل تفکر نمادین، خودآگاهی بیش از حد، و فهم موقتی بودن و محدود بودن وجود ما است. تمایل به زندگی در کنار آگاهی ما از مرگ غیرقابل گریز در ما ایجاد وحشت می‌کند. مقاومت در برابر این ترس از محرک‌های ابتدایی ما است. برای فرار از آن، ما ساختارهای دفاعی اطراف خود قرار داده‌ایم تا جاودانگی نمادین ما را تأمین کند، به ما احساس عضوی با ارزش از جهانی معنادار بدهد، و به ما اجازه بدهد که بر روی حفاظت خود از خطرهای خارجی تمرکز کنیم.

## سقط جنین
تولدستیزی به جایگاه خاصی بر روی مسئله سقط جنین منتهی می‌شود.

### طرفدار مرگ
دیوید بناتار موافق سقط جنین است و موقعیت خود را طرفدار مرگ می‌داند. طبق بناتار، یک فرد زمانی به وجود می‌آید (نه از دید یک ارگانیسم بیولوژیک، بلکه از دید اخلاقی، موجودی با علائق اخلاقی) که خودآگاه ایجاد شود، و تا قبل از آن زمان، سقط جنین اخلاقی است، اما ادامه دادن بارداری غیراخلاقی خواهد بود. بناتار به مطالعات نوار مغزی و مطالعات بر روی دریافت درد جنین ارجاع می‌دهد، که معتقد هستند که خودآگاهی جنین زودتر از هفته ۲۸ یا ۳۰ ام حاملگی اتفاق نمی‌افتاد و قبل از آن قابلیت احساس درد ندارد. اگرچه در تحقیقی دیگر از انگلیس (۲۰۱۰) نشان داده شد که جنین تا قبل از ۲۴ هفتگی دارای خودآگاه نمی‌شود. بعضی از فرضیات این تحقیق راجع به خودآگاهی جنین مورد انتقاد قرار گرفته‌است.

### غیراخلاقی بودن سقط و تولید مثل
جولیا کابررا معتقد است که مسئله اخلاق سقط بسیار متفاوت از تولید مثل است. او تأکید می‌کند که تشخیص اینکه موقع سقط آیا دچار قتل می‌شویم یا نه بسیار دشوار است، اما معتقد است که سقط از لحاظ دستکاری در زندگی فرد دیگر به تولید مثل شباهت بیشتری دارد تا تولید مثل نکردن و در نتیجه از دید او سقط جنین مشابه با قتل یک انسان است و از لحاظ اخلاقی قابل توجیه نیست.

## تفاوت با هیچ‌انگاری
گرایش رایجی وجود دارد که ضد ناتالیست‌ها را نیهیلیست می‌دانند. با این حال، علی‌رغم این ادعا، نیهیلیست‌ها (دربارهٔ ارزش) فکر می‌کنند که هیچ چیز مهم نیست، اما به‌طور کلی ضد ناتالیست‌ها فکر می‌کنند که چیزهای مهم زیادی وجود دارد. برای مثال این مهم است که آیا مردم رنج می‌برند یا خیر. ضد ناتالیسم به جای فقدان هیچ ارزشی، مبتنی بر نگرانی عمیق در مورد ارزش است.

## انتقاد
انتقاد از تولدستیزی بر پایه ارزش‌های مثبت به دنیا آوردن یک فرد است. نتایج نظرسنجی بر روی رضایت از زندگی نشان دهنده حجم زیادی از افراد راضی از زندگی است که نشان می‌دهد که فواید تولید مثل بیشتر از ضرر آن است و در نتیجه تولید مثل از لحاظ اخلاقی قابل توجیه است اما آیا به عنوان مثال تصویر کودکان قحطی زده آفریقا را به آنها نمایش دهیم هیچ‌گونه فوایدی در آن پیدا می‌کنند؟ پایه دیگر برای انتقاد از تولدستیزی، مذهب است. در کتاب سفر پیدایش، خدا از آدم‌ها می‌خواهد که «باردار و تکثیر شوند».